# 246643 Miaoli
246643 Miaoli è un asteroide della fascia principale. Scoperto nel 2008, presenta un'orbita caratterizzata da un semiasse maggiore pari a 2,6993915 UA e da un'eccentricità di 0,1882691, inclinata di 3,71405° rispetto all'eclittica.
L'asteroide è dedicato all'omonima località taiwanese.